# Guinea i olympiska sommarspelen 1992
Guinea deltog i de olympiska sommarspelen 1992 med en trupp, men ingen av landets deltagare erövrade någon medalj.

## Friidrott
Herrarnas 100 meter
- Soryba Diakité
  - Heat — 11,10 (→ gick inte vidare)

Herrarnas 400 meter häck
- Amadou Sy Savane
  - Heat — 54,26 (→ fullföljde inte, ingen placering)

Herrarnas 800 meter
- Mohamed Malal Sy Savané
  - Heat — 1:51,80 (→ gick inte vidare)

Herrarnas 1 500 meter
- Mohamed Malal Sy Savané
  - Heat — 3:51,96 (→ gick inte vidare)

Herrarnas längdhopp
- Soryba Diakité
  - Kval — fullföljde inte (→ gick inte vidare)